# Norm Maciver
Norman Steven „Norm“ Maciver (* 8. September 1964 in Thunder Bay, Ontario) ist ein ehemaliger kanadischer Eishockeyspieler und -trainer sowie derzeitiger -funktionär. Der Verteidiger absolvierte über 500 Spiele für insgesamt sieben Teams in der National Hockey League. Seit Januar 2021 fungiert er als Director of Player Personnel bei den neu gegründeten Seattle Kraken.

## Karriere

### Als Spieler

#### College
Norm Maciver spielte in seiner kanadischen Heimat in keiner höherklassigen Juniorenliga, sodass er in keinem NHL Entry Draft Berücksichtigung fand. Stattdessen schrieb er sich zum Herbst 1982 im Alter von 18 Jahren an der University of Minnesota Duluth ein und lief fortan für deren Eishockeyteam, die Bulldogs, in der Western Collegiate Hockey Association (WCHA) im Spielbetrieb der National Collegiate Athletic Association (NCAA) auf. Im Trikot der Bulldogs etablierte sich der Kanadier als offensiv orientierter Verteidiger und sammelte in den folgenden vier Jahren 152 Vorlagen, womit er eine bis heute gültige Bestmarke der Universität aufstellte. Zudem gewann er mit dem Team 1984 und 1985 die Meisterschaft der WCHA, während man ihn einmal im WCHA Second All-Star Team sowie zweimal im WCHA First All-Star Team berücksichtigte. Außerdem gehörte Maciver 1986 zu den zehn Finalisten für den Hobey Baker Memorial Award, der den besten College-Spieler der USA ehrt; die Trophäe erhielt in der Folge aber Scott Fusco. Neben seiner sportlichen Karriere beendete er sein Studium an der University of Minnesota Duluth im gleichen Jahr mit einem Abschluss in Kommunikationswissenschaft.

#### Profibereich
Als Free Agent unterzeichnete Maciver im September 1986 einen Vertrag bei den New York Rangers aus der National Hockey League (NHL), die ihn – von drei NHL-Partien abgesehen – bei ihrem Farmteam, den New Haven Nighthawks, in der American Hockey League (AHL) einsetzten. Bereits in der Spielzeit 1987/88 lief der Abwehrspieler überwiegend für New York in der NHL auf und verbrachte den Rest des Jahres bei den Colorado Rangers in der International Hockey League (IHL). Mit Beginn der Saison 1988/89 hatte sich der Kanadier im NHL-Aufgebot der Rangers etabliert, wurde jedoch im Dezember 1988 samt Brian Lawton und Don Maloney an die Hartford Whalers abgegeben, die im Gegenzug Carey Wilson und ein Fünftrunden-Wahlrecht für den NHL Entry Draft 1990 nach New York schickten. In Hartford beendete er die Saison und wurde anschließend im Oktober 1989 im Tausch für Jim Ennis zu den Edmonton Oilers transferiert.
In Edmonton benötigte Maciver erneut zwei Spielzeiten beim AHL-Farmteam, den Cape Breton Oilers, bevor er in der Saison 1991/92 wieder regelmäßig in der NHL auf dem Eis stand. Zuvor überzeugte er in Cape Breton jedoch derart, dass er 1991 mit dem Eddie Shore Award als bester Verteidiger der Liga ausgezeichnet und ins AHL First All-Star Team gewählt wurde. Seinen NHL-Stammplatz verlor er in der Folge allerdings bereits nach einem Jahr, sodass er im Oktober 1992 im NHL Waiver Draft von den Ottawa Senators ausgewählt wurde. Die Senators bestritten ihre erste NHL-Saison und waren infolgedessen sportlich nicht konkurrenzfähig, jedoch erhielt Maciver deutlich mehr Spielzeit und erzielte daher in der Saison 1992/93 mit 63 Scorerpunkten aus 80 Spielen seinen Karriere-Bestwert. Nach knapp zweieinhalb Jahren in der kanadischen Hauptstadt wurde der Verteidiger im April 1995 samt Troy Murray an die Pittsburgh Penguins abgegeben, die im Gegenzug Martin Straka nach Ottawa schickten.
Nach nur einem knappen halben Jahr transferierten ihn die Penguins zu den Winnipeg Jets, während Neil Wilkinson in die Gegenrichtung wechselte. Mit dem Franchise der Jets wechselte Maciver in der Off-Season 1996 nach Arizona und war dort weitere zwei Jahre für die Phoenix Coyotes aktiv. Er ließ seine Karriere in der Saison 1998/99 bei den Houston Aeros in der IHL ausklingen, mit denen er noch die Playoffs um den Turner Cup gewann. Insgesamt absolvierte der Abwehrspieler 556 Spiele in der NHL und kam dabei auf 241 Torvorlagen bei 299 Scorerpunkten.

#### International
Nach seiner ersten Saison in Ottawa wurde Maciver in den Kader der kanadischen Nationalmannschaft für die Weltmeisterschaft 1993 berufen, bei der er mit dem Team den vierten Platz belegte. In acht Partien verzeichnete der Abwehrspieler dabei fünf Torvorlagen.

### Als Trainer und Funktionär
Direkt nach dem Ende seiner aktiven Karriere kehrte Maciver zur Saison 1999/2000 an seine Alma Mater zurück und betreute die Bulldogs als Assistenztrainer. In gleicher Funktion war er anschließend bei den Springfield Falcons in der AHL (2000–2003) sowie bei den Boston Bruins in der NHL (2003–2006) aktiv, bevor er sich aus dem Trainergeschäft zurückzog. Nach einem kurzen Hiatus wurde der Kanadier im Jahre 2008 als Director of Player Development bei den Chicago Blackhawks eingestellt, wo er zur Saison 2012/13 zum neuen Assistenten von General Manager Stan Bowman ernannt wurde, nachdem Marc Bergevin die Organisation in Richtung Montréal verlassen hatte. Als Funktionär der Blackhawks wurde sein Name 2010, 2013 und 2015 auf dem Stanley Cup verewigt. Im Juli 2020 wurde er jedoch zum Vice President of Player Personnel ernannt und damit effektiv degradiert. Dies hatte zur Folge, dass Maciver sich im Januar 2021 den neu gegründeten Seattle Kraken anschloss und dort die Position des Director of Player Personnel übernahm.

## Erfolge und Auszeichnungen
| - 1984 Broadmoor-Trophy-Gewinn mit der University of Minnesota Duluth - 1984 WCHA Second All-Star Team - 1985 Broadmoor-Trophy-Gewinn mit der University of Minnesota Duluth - 1985 WCHA First All-Star Team - 1986 Finalist für den Hobey Baker Memorial Award | - 1986 WCHA First All-Star Team - 1991 Eddie Shore Award - 1991 AHL First All-Star Team - 1999 Turner-Cup-Gewinn mit den Houston Aeros |

## Karrierestatistik

### International
Vertrat Kanada bei:
- Weltmeisterschaft 1993

(Legende zur Spielerstatistik: Sp oder GP = absolvierte Spiele; T oder G = erzielte Tore; V oder A = erzielte Assists; Pkt oder Pts = erzielte Scorerpunkte; SM oder PIM = erhaltene Strafminuten; +/− = Plus/Minus-Bilanz; PP = erzielte Überzahltore; SH = erzielte Unterzahltore; GW = erzielte Siegtore; 1 Play-downs/Relegation; Kursiv: Statistik nicht vollständig)